# Diamonds & Rust
«Diamonds & Rust» es una canción de la cantante estadounidense Joan Báez, publicado como pista número uno del álbum homónimo del año 1975. En algunas entrevistas ha mencionado que su letra trata sobre un amante que la llama después de varios años del final de la relación, en donde ella explica que la vivió entre diamantes y óxido, metáfora que alude a los altos y bajos de mencionada relación.
Tras años de especulación sobre el relato del tema, Báez en su libro And a voice to Sing With: A Memoir confirmó que trataba sobre su relación amorosa con Bob Dylan. En el mismo libro confirmó además que al principio le mintió a Dylan, diciéndole que hablaba sobre su exmarido David Harris.
Hasta el día de hoy es reconocida como una de sus mejores composiciones y además ha sido versionada por otros artistas como Blackmore's Night, Great White, Model M, Taylor Mitchell, Thunderstone y por Judas Priest. Por otro lado el ritmo ha sido utilizado en dos canciones de hip-hop, en «Happiness» de Busdriver y en «Upgrade Call» de Andre Nickatina.

## Versión de Judas Priest
Dentro de las versiones que se han realizado la más conocida es la que grabó la banda de heavy metal Judas Priest para el disco Sin After Sin de 1977, del cual se extrajo como sencillo. Originalmente se había grabado en las sesiones del álbum Sad Wings of Destiny a fines de 1975, pero fue descartada casi al final de la producción. Sin embargo, en 1977 cuando se registraba el álbum Sin After Sin, el productor Roger Glover decidió regrabar dicha versión ya que la consideró buena para el listado de canciones.
Desde entonces el tema ha sido considerada como uno de sus mejores covers y se ha incluido en varios álbumes recopilatorios y en álbumes en vivo como es el caso de Unleashed in the East de 1979. Durante los últimos años la banda ha grabado una versión acústica que generalmente es tocada en vivo. Cabe señalar que en la edición española, las canciones fueron tituladas en el idioma español como «Diamantes y Moho» y «Disidente Agresor».
En una entrevista a Joan Báez se le consultó sobre esta versión y mencionó:

¡La amo!, estaba tan sorprendida cuando la escuché por primera vez que me dije esta es una maravilla. Es muy raro que la gente versione mis canciones, tal vez por un par de razones. Una de ellas es porque son muy personales, que no tienen la calidad universal de otros artistas. Pero siempre es halagador cuando alguien lo hace.

### Lista de canciones
| N.º | Título                | Escritor(es)             | Duración |  |
| 1.  | «Diamonds & Rust»     | Báez                     | 3:28     |  |
| 2.  | «Dissident Aggressor» | Halford, Tipton, Downing | 3:07     |  |

### Músicos
- Rob Halford: voz
- K.K. Downing: guitarra eléctrica
- Glenn Tipton: guitarra eléctrica
- Ian Hill: bajo
- Simon Phillips: batería